# إقليم ميديولند
إقليم ميديولند (بالدنماركية: Region Midtjylland) هو أحد أقاليم الدنمارك. يقدر عدد سكانه بـ 1,271,223 نسمة ومساحته 13,053 كم2 .

## المدن التوأمة
مدينة شانغهاي هي مدينة توأمة لإقليم ميديولند.

## أعلام
- رينيه توفت هانسن
- أوفه جنسن
- كريستيان كريستيانسن
- نيلز كريستيان كريستنسن
- لارس جنسن